# Караярська сільська рада
Карая́рська сільська рада (рос. Караярский сельский совет) — муніципальне утворення у складі Караідельського району Башкортостану, Росія. Адміністративний центр — село Караяр.

## Населення
Населення — 1518 осіб (2019, 1927 в 2010, 2003 в 2002).

## Склад
До складу поселення входять такі населені пункти:
| Населений пункт          | Населення, осіб (2002) | Населення, осіб (2010) |
| ------------------------ | ---------------------- | ---------------------- |
| Абдуллино, присілок      | 617                    | 612                    |
| Караяр, село             | 729                    | 751                    |
| Комсомольський, село     | 549                    | 491                    |
| Поперечна Гора, присілок | 41                     | 21                     |
| Усть-Сухояз, присілок    | 38                     | 27                     |
| Юрюзань, присілок        | 29                     | 25                     |